# Фотоаппараты Agfa

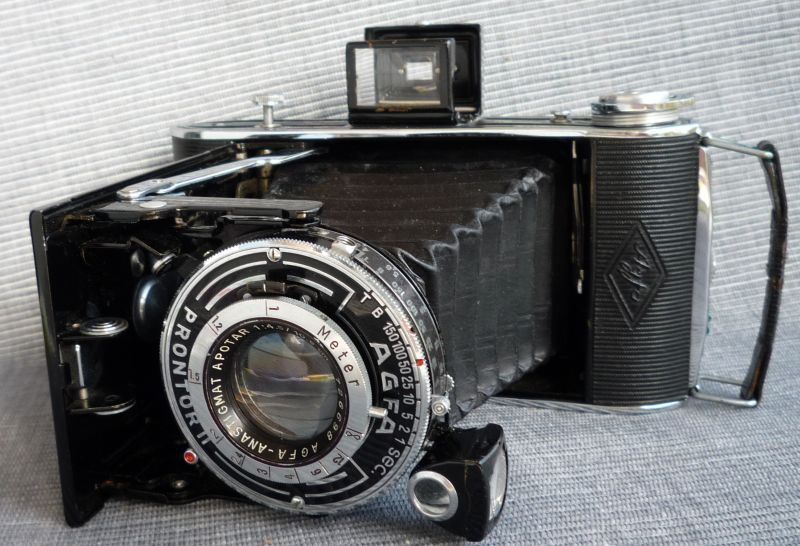
Agfa Billy Record 1938 года

Компания «Agfa» производила фотоаппараты:

## Agfa Billy
Серия фотоаппаратов Billy производилась с 1928 года по 1960 год. Фотоаппарат среднего формата со складным мехом для начинающих любителей. Продавался по цене от 34 марок.

## Isolar
Камера производилась с 1929 года. Предназначалась для любителей. Складная камера, размер кадра 9×12 см. Продавались по цене 90 марок.

## Agfa Karat

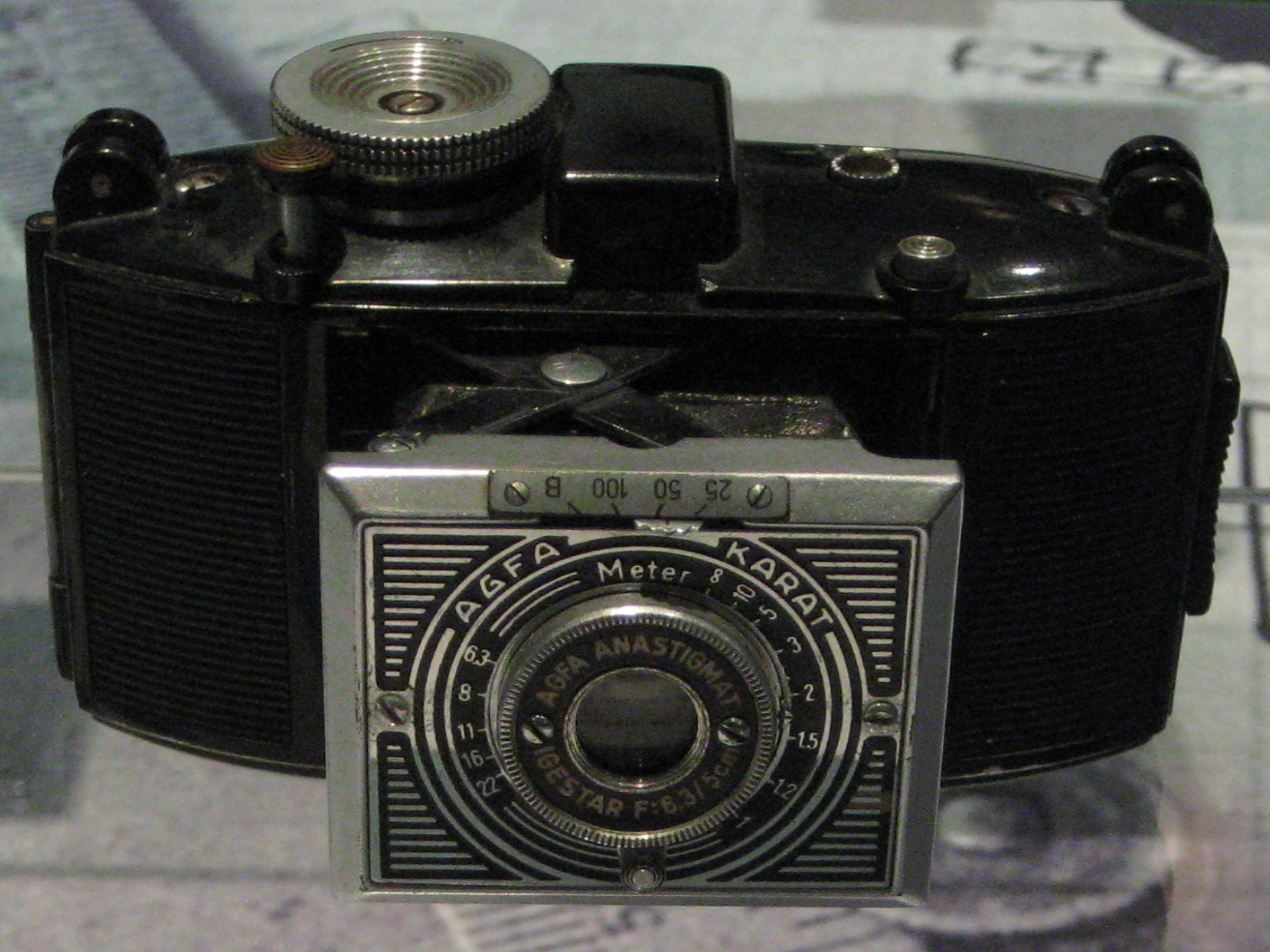
Agfa Karat 6.3 с отделкой в стиле арт-деко. 1937 год.

Две серии складных фотоаппаратов Karat. Производился с 1937 года. Имел собственный картридж для плёнки Karat-Filmpatrone. 12 кадров на плёнке типа 135. Выпускался в нескольких вариантах. Вторая серия с начала 1940-х годов.
Камера Karat-36 производилась с 1948 года по 1954 год. В Karat-36 Agfa отказалась от картриджей с плёнкой.

## Agfa Box

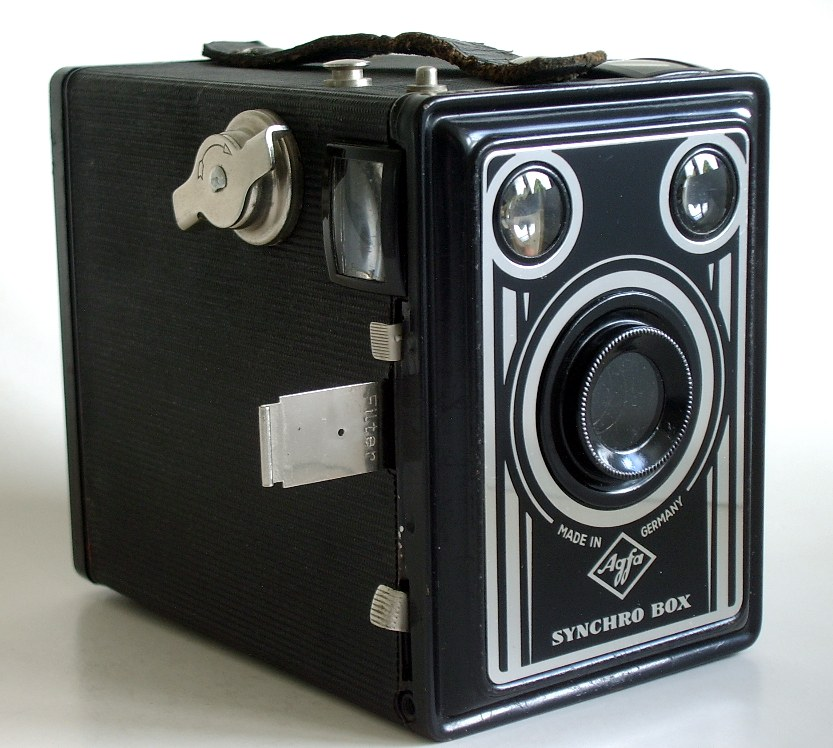
Agfa Synchro-Box (Box 600). 1949—1958.

Большая серия фотоаппаратов коробочного типа. Выпускались с 1930 года по 1957 год. Большая часть имела размер кадра 6×9 см. В 1930 году продавался по цене 13 марок. Камера предназначалась для школьников 10 — 14 лет.

## Agfa Silette
Agfa Silette — серия шкальных и дальномерных фотоаппаратов с не сменяемым объективом. Производилась с 1953 года по 1974 год.
Первые модели продавались в США под названиями Ansco Memar и Super Memar, а позднее — Agfa Solina.
Super Silette выпускались с дальномером. В 1956 году началось производство Silette L с селеновым экспонометром.

## Agfa Ambi Silette
Дальномерный 35 мм фотоаппарат с сменными объективами. Производился с 1957 по 1961 год. Объективы с фокусным расстоянием от 35 мм до 130 мм имели собственный байонет. Выдержки от 1 сек до 1/500 сек. Видоискатель имеет переключаемые рамки для объективов 35-50-90мм (для объектива 135мм предполагался отдельный видоискатель устанавливаемый в холодный башмак).

## Agfa Optima
Agfa Optima — серия автоматических дальномерных фотоаппаратов. Производилась с 1959 года. Селеновый экспонометр, автоматическое определение экспозиции.
Второе поколение Agfa Optima производилось с 1968 года. Третье поколение Agfa Optima начало производиться в 1976 году. Плёнка типа 135.
Заменена серией Optima Sensor.
- Optima (original) (1959)
- Optima I (1960)
- Optima Ia (1962)
- Optima II (1962)
- Optima II S (1962)
- Optima III (1960)
- Optima III S (1961)
- Optima 500 S (1963
- Optima 500 (1964)
- Optima 500 SN (1966)
- Optima Reflex (1960)

## Agfa Optima Sensor

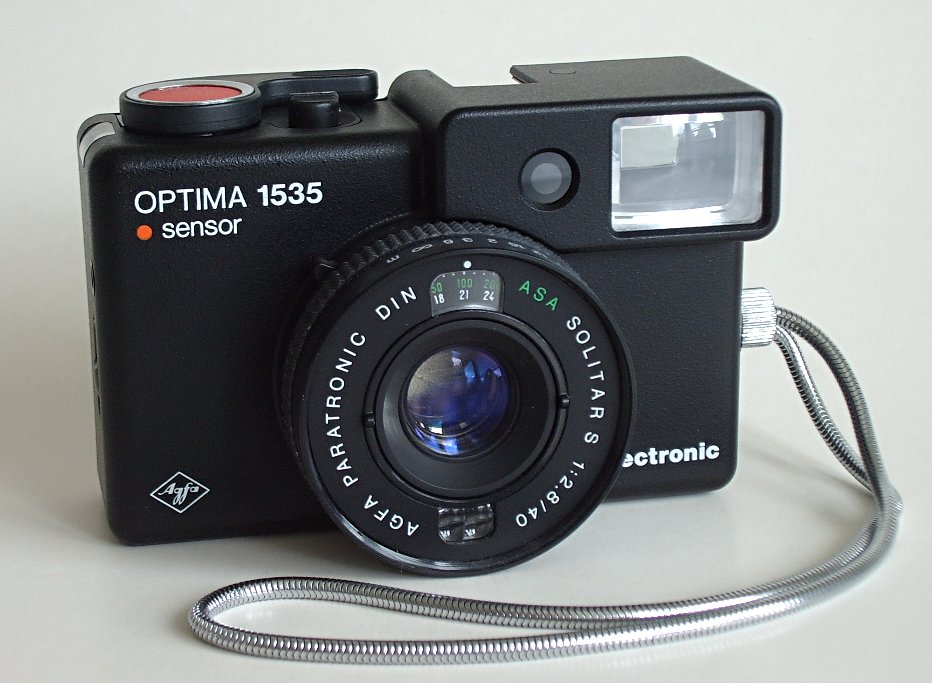
Agfa Optima-1535.

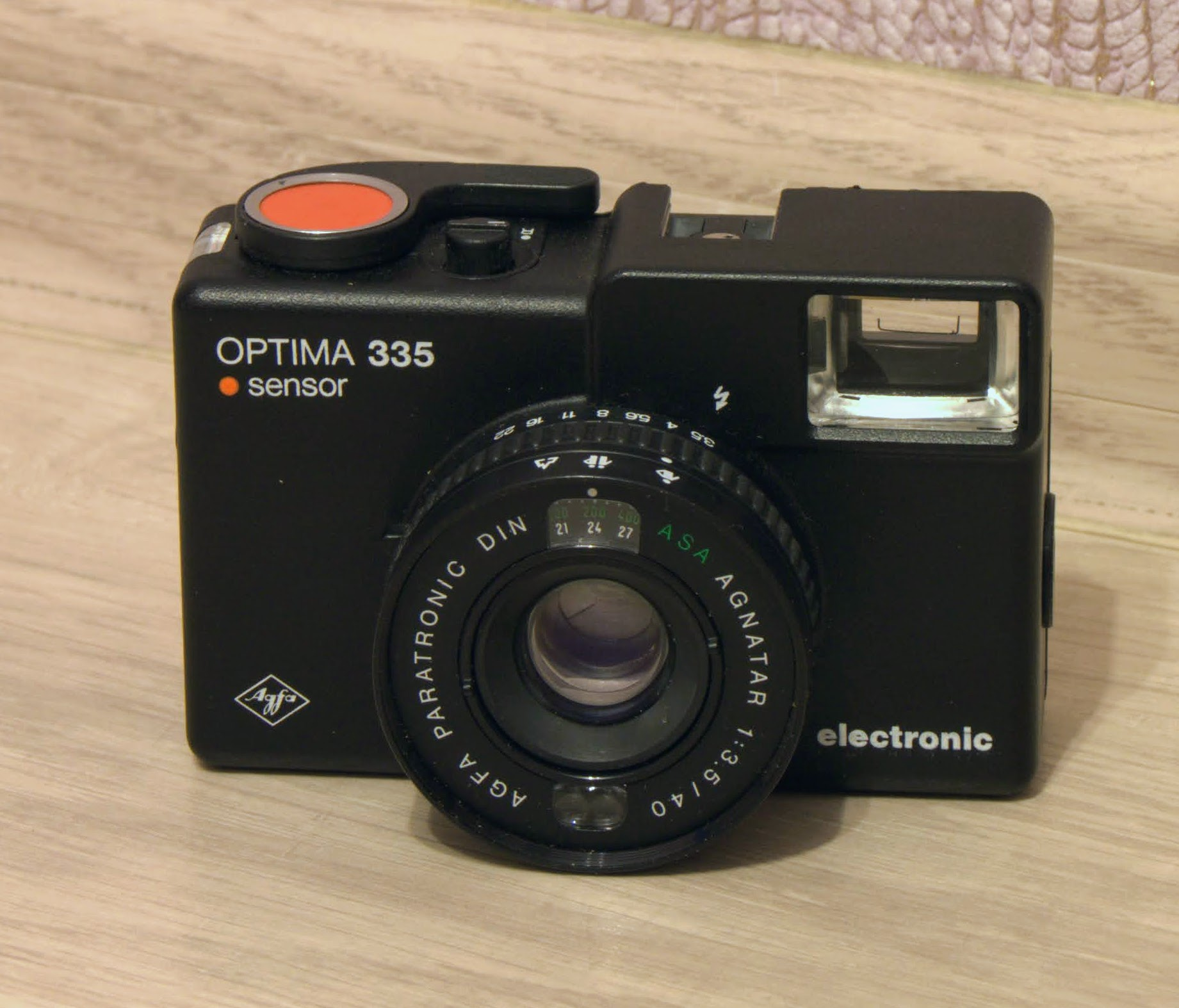
AGFA Optima 335 electronic sensor

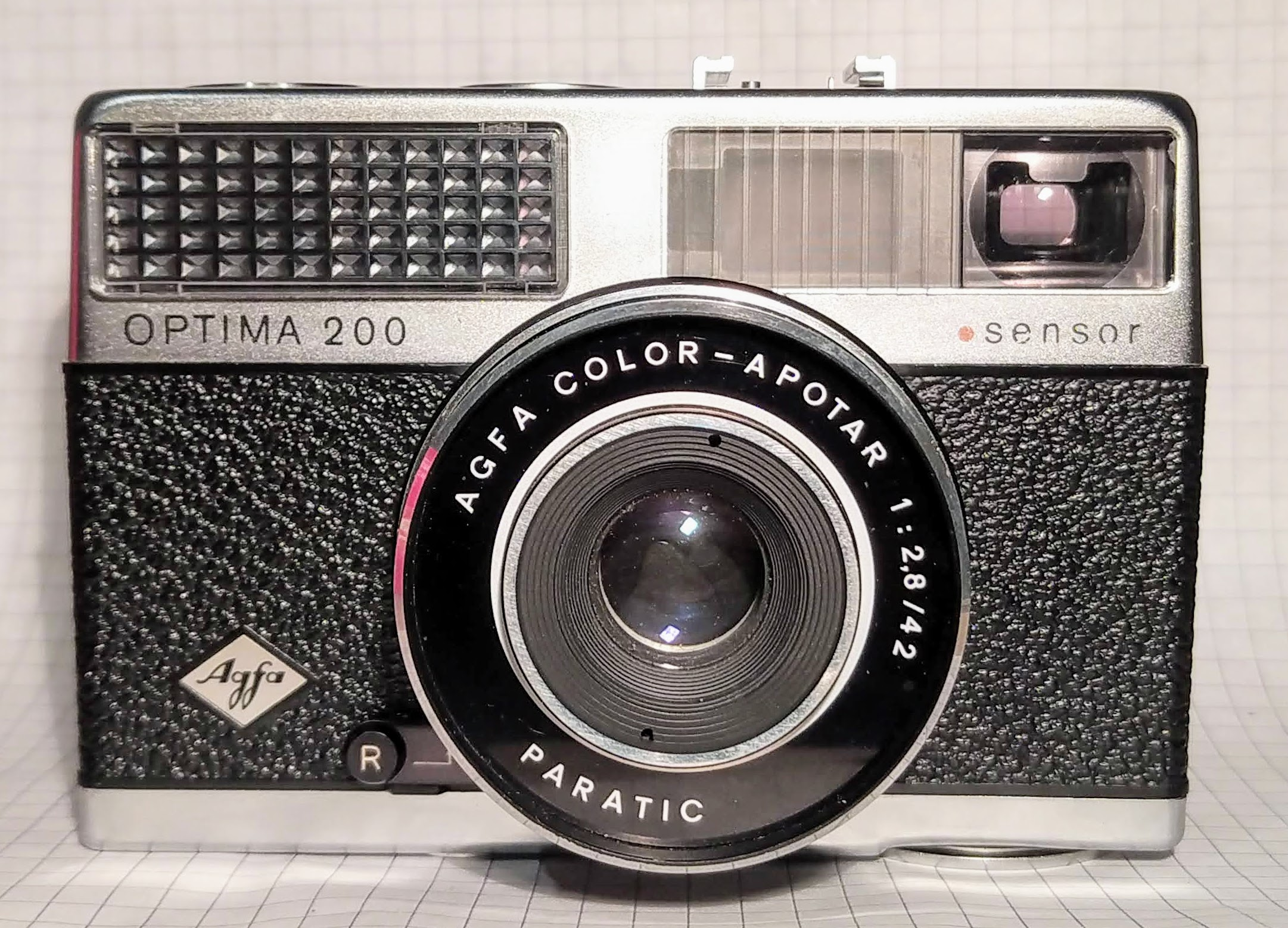
AGFA Optima 200 Sensor

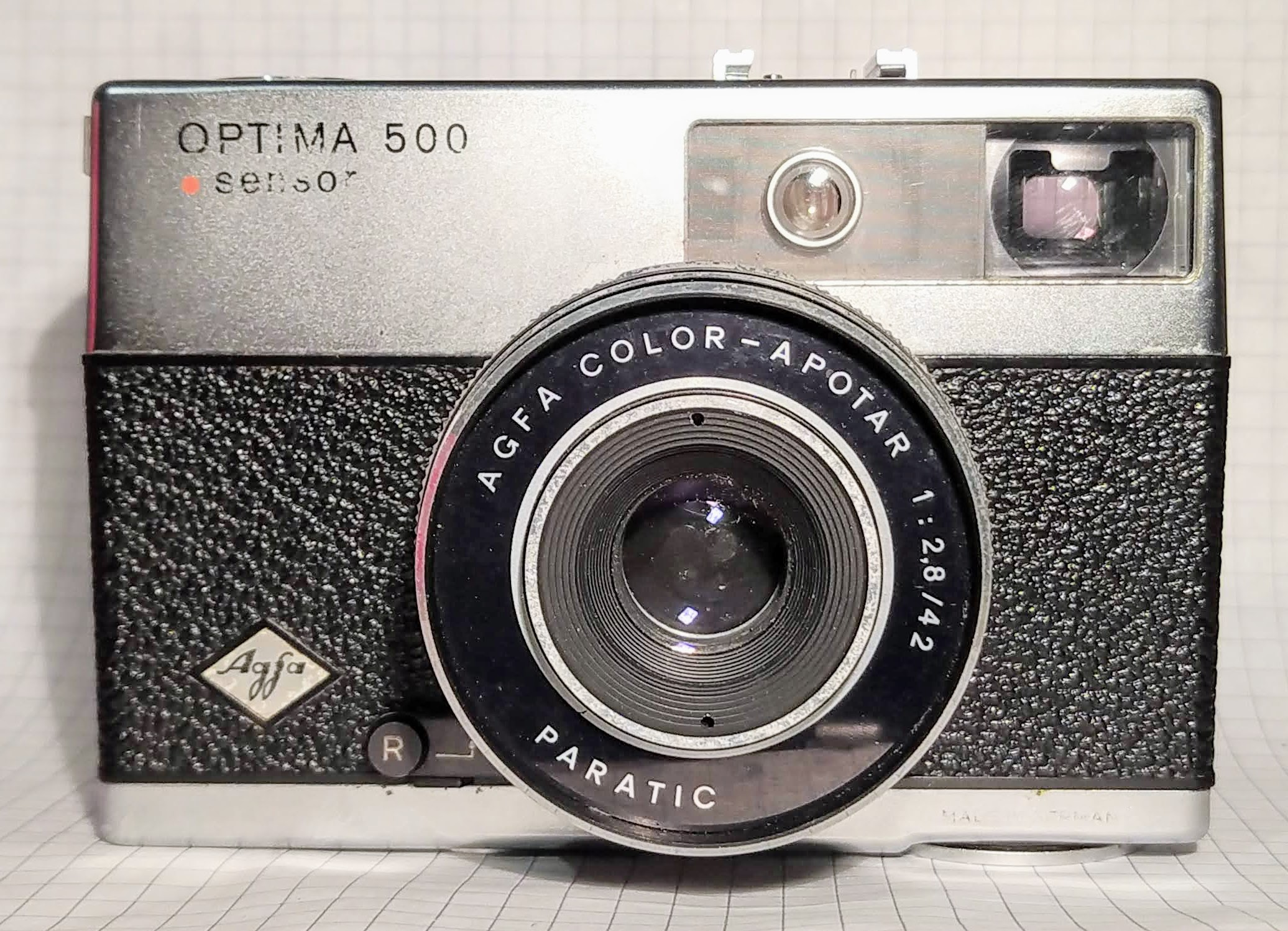
AGFA Optima 500 Sensor

Optima Sensor — серия компактых 35 мм фотоаппаратов с не сменяемым объективом, автоэкспозицией, большим видоискателем, пришедшая на смену устаревшей оригинальной серии Optima. Компания AGFA наняла дизайн студию Braun для создания нового узнаваемого дизайна. Производились с середины 1960-х годов.
- Agfa Optima 200 sensor
- Agfa Optima 335 electronic sensor
- Agfa Optima 500 sensor
- Agfa Optima 500s
- Agfa Optima 535 electronic sensor
- Agfa Optima 1035
- Agfa Optima 1535 - с дальномером
- Agfa Optima Flash sensor - с автоэкспозицией

В самых продвинутых моделях Optima Sensor 1035, 1535 (с дальномером) и Flash sensor (со вспышкой и автоэкспозицией) выполненные в металлическом корпусе, оснащались фиксированным объективом Solitar S 40mm f2,8 с мультипросветлением, используют новые сернисто-кадмиевые (CdS) экспонометры, центральный затвор с автоматическими выдержками от 15 секунд (в модели flash sensor от 1/45 сек) до 1/1000! секунды.  В камерах возможна съемка в режиме мультиэкспозиции, посредством кнопки обратной перемотки - "R", использумой для смотри пленки обратно в катушку. Взводом затвора есть возможность отмотать точно на 1 кадр назад и доснять в режиме мульти-экспозиции. Все это делало камеру передовой в мире, учитывая ее скромные габариты.

## Agfa isoly
Серия фотоаппаратов Agfa isoly проводилась с 1960 года. Пластиковый корпус. Не сменяемый объектив. Isoly Junior продавалась по цене 25 марок. Размер кадра 4×4 см. 16 кадров на плёнке типа 120.

## Agfa Ambiflex
Однообъективный зеркальный фотоаппарат. Сменный объектив. Видоискатель мог заменяться пентапризмой. Производился в 1960-е годы.

## Agfa Selecta

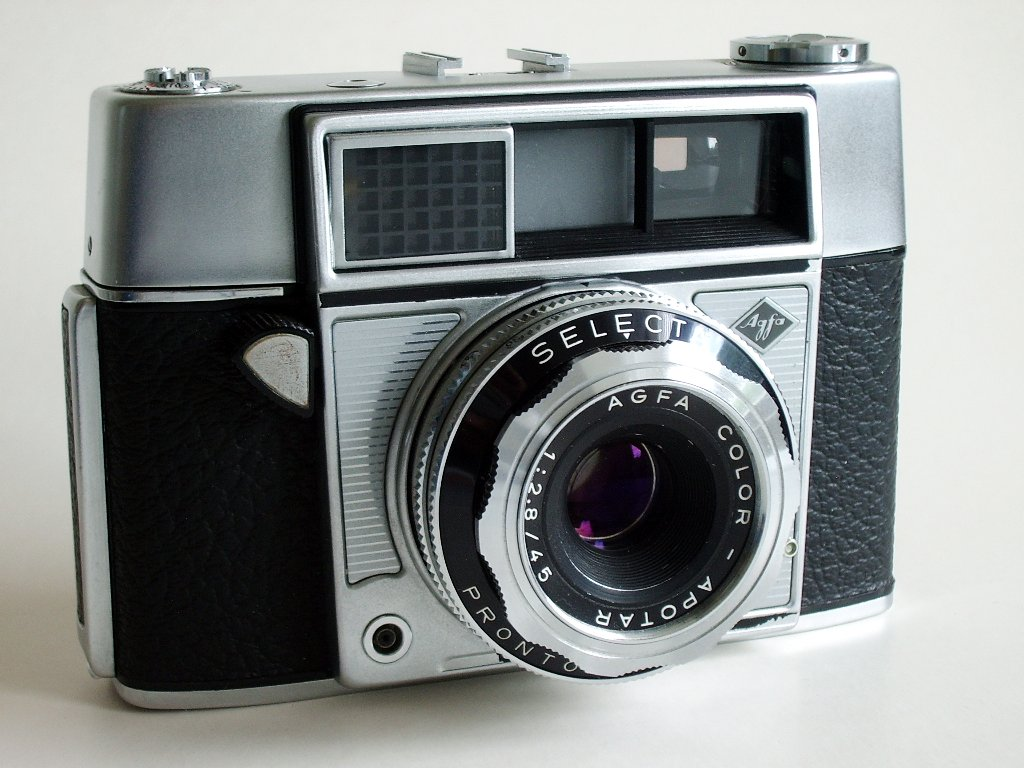
Agfa Selecta.

Серия Agfa Selecta производилась с 1962 года. В 1970 году была заменена серией Agfa Selectronic. Алюминиевый корпус. Приоритет экспозиции. С 1963 года выпускался однообъективный зеркальный фотоаппарат Selectaflex с сменным объективом.

## Agfa Rapid
Система картриджной зарядки фотоаппарата Agfa Rapid создавалась, как конкурент системы Kodak Instamatic 1963 года. В 1970 году началось производство фотокамер Agfa Rapid. Большая часть камер имела размер кадра 24×24 мм. Всего было произведено около 5 миллионов фотоаппаратов серии Agfa Rapid.

## Agfa Parat
Полуформатные камеры Agfa Parat производились с 1963 года по 1968 год. Пластиковый корпус. Размер кадра 18×24 мм. Портретная ориентация кадра. 72 кадра на плёнке типа 135. Объектив с фокусным расстоянием 30 мм. Снята с производства из-за плохих продаж.

## Agfamatic

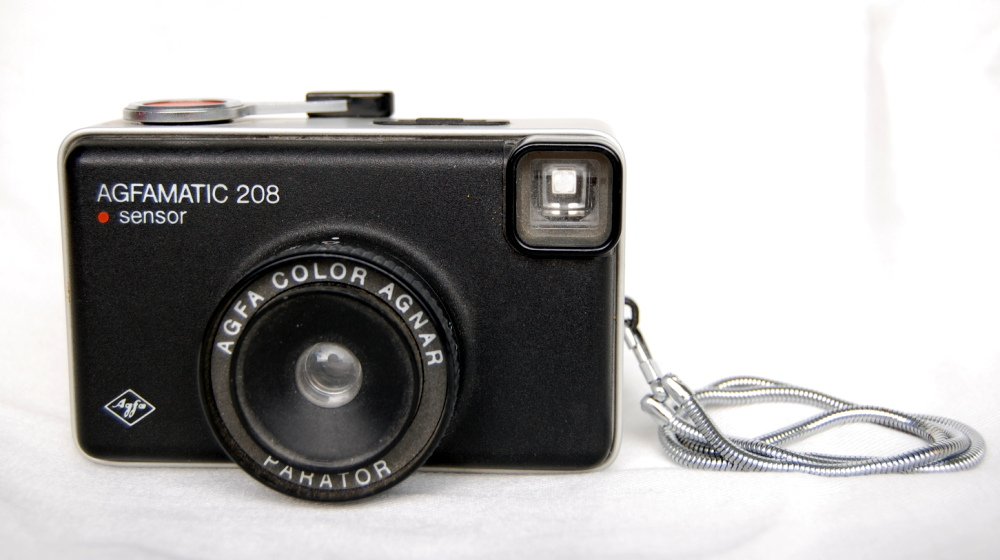
Agfamatic 208.

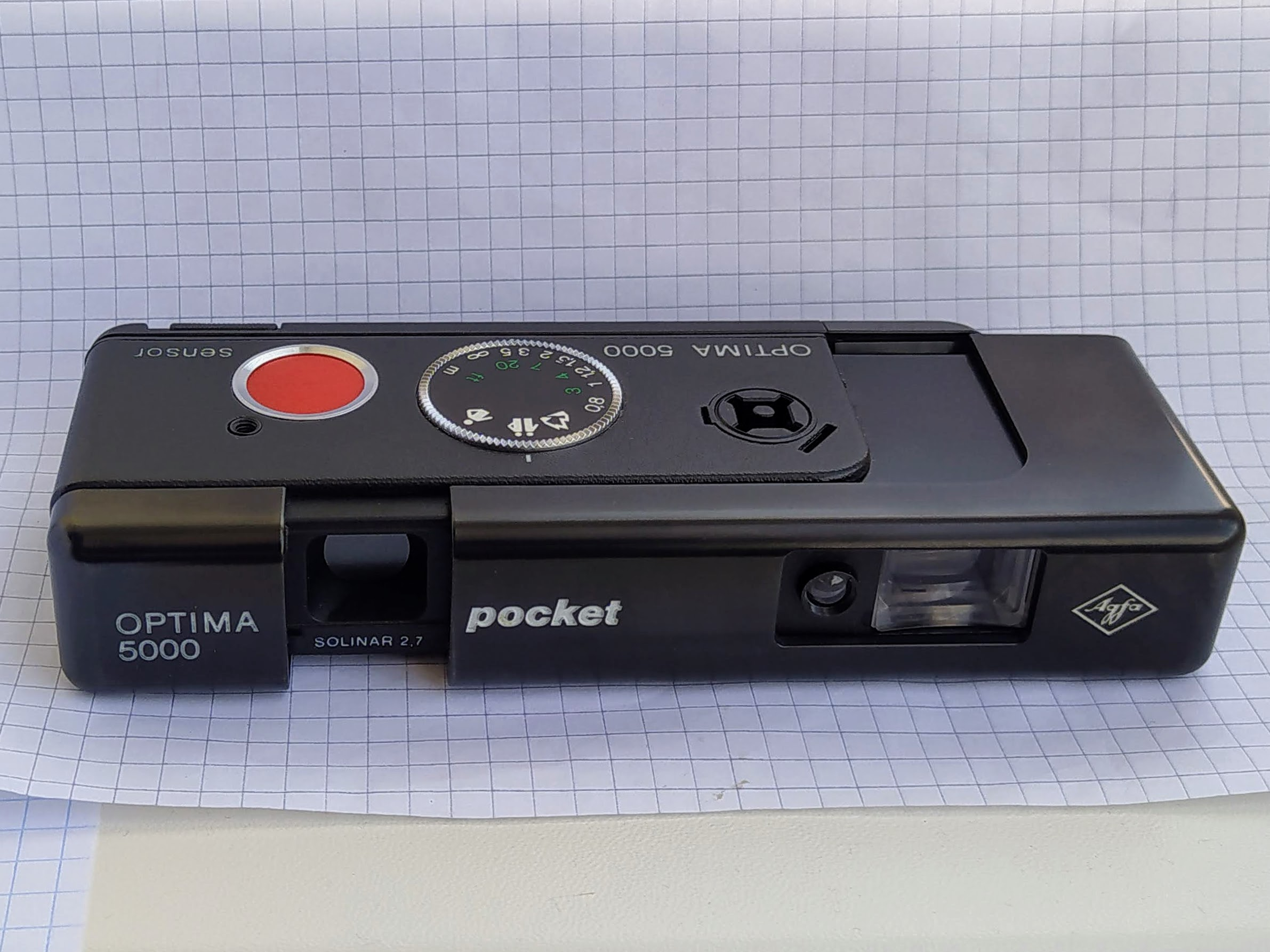
AGFA Optima 5000 Sensor

Серия фотоаппаратов Agfamatic для плёнки типа 126 и 110. Из-за плохих продаж системы Rapid компания Agfa начала производить фотоаппараты для картриджей системы Kodak Instamatic.
Agfamatic для плёнки типа 126 производился с 1972 года, а для плёнки типа 110 — с 1973 года. Объектив с пластиковой менисковой линзой. В 1982 году камеры серии Agfamatic начали продаваться под другими названиями.

## Agfa Selectronic
Серия шкальных и зеркальных фотоаппаратов с приоритетом диафрагмы производилась в 1970-е и 1980-е годы. Однообъективные зеркальные камеры выпускались в Японии компанией Chinon под названием Chinon CM 4.

## Agfa Compact

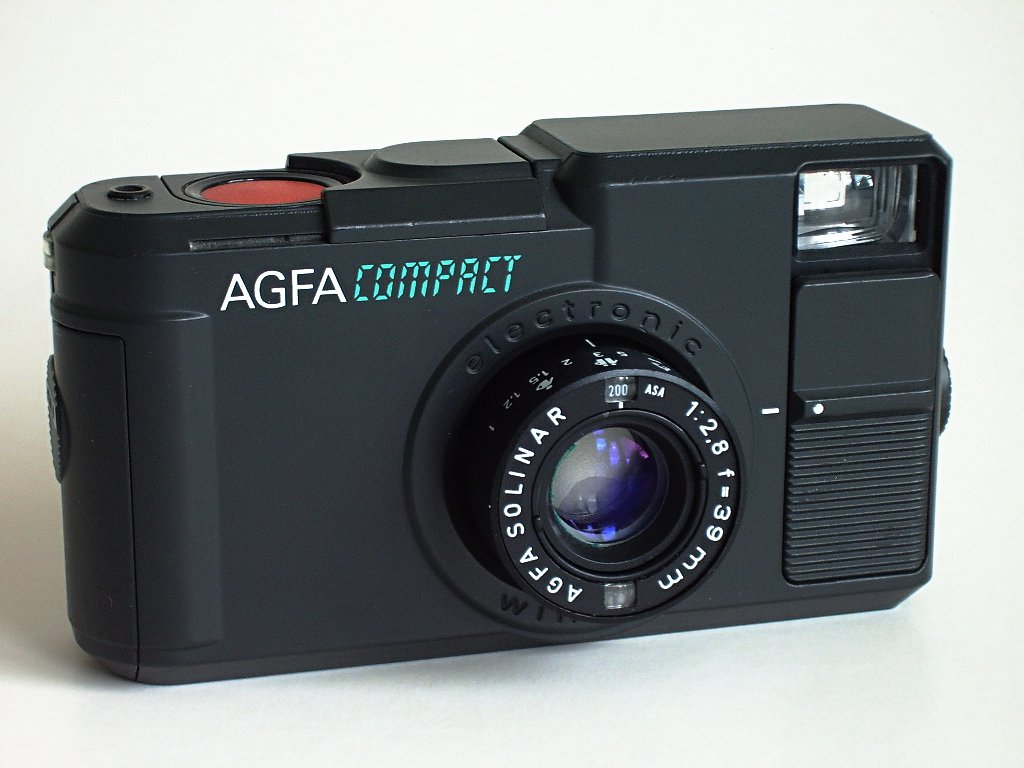
Agfa Compact

Compact — последняя камера Agfa, производимая в Мюнхене. Автоматическая экспозиция, ручная фокусировка.